# フードスタイリスト
フードスタイリストとは、主に書籍や雑誌・広告の写真や、CMや映画など映像作品の撮影現場において、撮影される料理やテーブルセッティングなどの演出を手がけるフードスタイリングの職業である。

## フードスタイリングとは
料理の撮影の現場では、被写体である料理を「おいしそうに見える」ように演出することが求められる。このために、撮影される料理そのものを調理し準備することのほかに、それらが映える食器やテーブルクロス類、周囲の調理小物や花などのセッティングをする。
また、撮影においてこのような「おいしさ」を想起させるイメージを「シズル感」と呼ぶが、これを演出するため、料理から立ちのぼる湯気をドライアイスの煙で出したり、ビールの泡を作るといった作業も行う。
料理の技術のほかに、食文化や写真、映画などについての幅広い知識が求められる。
日本におけるフードスタイリストとしては、「マロン」の通称で知られる板井典夫が「日本のフードスタイリスト第1号」を名乗っており、彼や飯島奈美など、著名なフードスタイリストは料理研究家と同様に料理に関する著作などを出版していることも多い。

## 進路
フードスタイリストになるための進路としては、そのための専門学科やフードコーディネーターを養成する学科のある大学・専門学校などで学習したあと、プロのフードスタイリストのアシスタントとして経験を積み、独立を目指す者が多い。また、インテリアやファッション業界のスタイリストなど、他業界から転身した者もいる。